# Herbert (rzeka)
Herbert – rzeka w Australii, w północno-wschodniej części stanu Queensland. Ma 240 km długości. Wypływa z Wielkich Gór Wododziałowych, płynie w kierunku południowo-wschodnim przez płaskowyż Atherton, mija miasto Ingham i uchodzi do Morza Koralowego w zatoce Halifax Bay. Rzekę odkrył w 1864 roku George Elphinstone Dalrymple, a jej nazwa pochodzi od nazwiska Roberta Herberta, pierwszego premiera Queenslandu.
Rzeka jest stosunkowo głęboka, jej zlewnia zajmuje powierzchnię 8 650 km2, a jej najdłuższym dopływem jest potok Blunder Creek. Rzeka przepływa przez obszary hodowli bydła mięsnego, gęste lasy w jej środkowym biegu dostarczają drewna, natomiast na nadbrzeżnych równinach od 1870 roku uprawiana jest trzcina cukrowa.